# Галерија Матице српске
Галерија матице српске је национални музеј основан 14. октобра 1847. године у оквиру Матице српске, најстарије културне и образовне институције код Срба.

## Историјат
Галерија Матице српске је основана 1847. године у Пешти, у окриљу Матице српске, најстаријег културног, књижевног и научног друштва код Срба. Предлог да се оснује Српска народна збирка (Музеум) дао је Теодор Павловић, тадашњи секретар Матице српске. Језгро будуће уметничке колекције Музеја, данашње Галерије Матице српске, чини колекција породичних портрета коју је Сава Текелија, велики српски добротвор и први доживотни председник Матице српске, са целокупном својом имовином 1840. године завештао Матици српској. Оснивање Музеја је одмах обнародовано у Српским народним новинама, што је уједно био и позив свим „родољубивим грађанима” да новооснованом Музеју „поклањају или поверавају на чување све оне предмете који доприносе обогаћивању народног духа и служе његовом културном напретку”.

## Формирање колекције
Замишљен као место прикупљања и чувања артефаката значајних за историју и културу српског народа, фонд Музеја је у првим деценијама свог постојања засниван углавном на поклонима знаменитих Срба. Музејске збирке су се постепено попуњавале, уз честе апеле на родољубиво грађанство. По пресељењу Матице српске у Нови Сад 1864. године, пренесена је до тада прикупљена збирка, која је први пут приказана јавности 1933. године када је Музеј Матице српске коначно озваничен. Музеј је деловао као комплексна збирка са фондом прикупљених археолошких, нумизматичких и етнографских предмета, док је уметничка збирка чинила посебан део. Године 1947. новооснованом Војвођанском музеју су уступљене све збирке Музеја Матице српске осим уметничке, која је добила статус посебне збирке са називом Галерија Матице српске. Племенити гест даривања који је започео Сава Текелија наставили су потоњи посленици-председници, чланови и поштоваоци Матице српске, као и родољубиви грађани, колекционари, уметници, који су својим даровима, завештањима и прилозима настојали да обогате њене уметничке збирке.

## Зграда Галерије Матице српске
Од 1958. године, када се уселила у данашњу зграду у центру града (зграда бивше Продуктне берзе из 1926/1927. године) и отварањем сталне поставке српског сликарства XVIII и XIX века, Галерија Матице српске делује као самостална установа. Доградњом сале на другом спрату 1992. године стекли су се услови за излагање збирке српске уметности прве половине XX века.

## Галерија Матице српске данас
Током свог постојања Галерија је израсла у јединствену националну музејску установу чији уметнички фонд, са богатом збирком српске уметности од XVI до XXI века приказује настанак, развој и достигнућа српске уметности и указује на положај и место српске културе и уметности у европском контексту. Од укупног броја уметничких дела (око 7.000) у Галерији Матице српске, једну трећину чине поклони и завештања, захваљујући којима је Галерија до данас формирала 58 поклон-збирки које носе имена својих дародаваца. Поред сталне поставке, у Галерији се приређују повремене изложбе из фонда.
Јубилеј 175 година рада Галерија Матице српске обележила је у октобру 2022. Током 2023. програме и изложбе ГМС је посетило 100 хиљада посетилаца.

## Галерија
- Монументалне слике и сала за предавања
- Свечани салон Теодора Павловића
- Свечани салон Лепосаве Шелмић
- Касна барокна уметност
- Иконе и црквена уметност
- Биста Петра I Карађорђевића и дела на којима је приказано српско племство
- Портрети српске елите 19. века
- Разоткривање
- Црквена уметност
- Портрети деце
- Дела Паје Јовановића
- Модернизам
- Проглашење Душановог законика
- Женски акт у ентеријеру, рад Уроша Предића, 1917.
- Атипична икона Светог Ђорђа
- Новак Радонић - Девојка са канаринцем, 1865.
- Урош Предић - Моравкиња, 1879-1880
- Сава Шумановић - Жена с воћем, 1921.
- Сава Шумановић - На бунару, 1924.
- Сава Шумановић - Жена у комбинезону, 1929.